# 胡鴻達
胡鴻達（1968年7月29日—），台灣男演員。早期多參演類戲劇，也參與多部本土劇拍攝，現為鳳凰藝能旗下藝人。著名作品《戲說台灣》。

## 電視劇
| 年份   | 電視台           | 劇名                                   | 劇中飾演角色 | 備註 |
| 1997年 | 民視             | 《嘉慶君遊台灣》                       | 村民         |      |
| 1997年 | 華視             | 《台灣靈異事件》飛越鬼門關             | 員工         |      |
| 1998年 | 華視             | 《施公奇案》雷霆報                     | 報子         |      |
| 2002年 | 華視             | 《台灣靈異事件》幽靈肉粽               | 許明賢       |      |
|        | 台視             | 《玫瑰瞳鈴眼》鞭屍女活佛               | 賴正松       |      |
|        | 台視             | 《玫瑰瞳鈴眼》雙姝奪情記               | 小潘         |      |
|        | 台視             | 《玫瑰瞳鈴眼》魔鬼詩篇                 | 劉石之       |      |
|        | 台視             | 《玫瑰瞳鈴眼》斯德哥爾摩之戀           | 羅衞         |      |
|        | 台視             | 《玫瑰瞳鈴眼》愛上我吧！               | 陳偉         |      |
|        | 台視             | 《玫瑰瞳鈴眼》魔鬼家庭                 | 項宇旭       |      |
|        | 台視             | 《玫瑰瞳鈴眼》一九九三桃色交易         | 董紹平       |      |
|        | 台視             | 《玫瑰瞳鈴眼》我的老婆和她的丈夫們     | 吳明政       |      |
|        | 台視             | 《玫瑰瞳鈴眼》三隻手的秘密             | 黃尚文       |      |
|        | 台視             | 《玫瑰瞳鈴眼》十二色女之愛河裡的傻瓜   | 王冠華       |      |
| 2004年 | 台視             | 《台灣百合》                           | 陳來發       |      |
| 2004年 | 台視             | 《野球風雲》                           | 阿全         |      |
| 2006年 | 台視             | 《蝴蝶密碼》靈貓                       | 葉庭輝       |      |
| 2006年 | 台視             | 《蝴蝶密碼》紅塵傳奇～追夢的人         | 阮博文       |      |
| 2000年 | 八大戲劇台       | 《鬼屋傳奇》洋行活屍                   | 黃敏雄       |      |
| 2000年 | 公視             | 《大醫院小醫師》                       | 劉助理       |      |
| 2000年 | 中視             | 《封神榜》                             | 阿郎         |      |
| 2001年 | 中視             | 《請你原諒》                           | 葉文生       |      |
| 2000年 | 三立台灣台       | 《九龍傳說》                           | 黃大榮       |      |
| 2001年 | 三立台灣台       | 《隔壁親家》                           | 小廖         |      |
| 2001年 | 三立台灣台       | 《戲說台灣》鬼巡司董大爺               | 阿泉         |      |
| 2001年 | 三立台灣台       | 《戲說台灣》地基主傳奇                 | 王進興       |      |
| 2001年 | 三立台灣台       | 《戲說台灣》貞節媽傳奇                 | 王金生       |      |
| 2001年 | 三立台灣台       | 《戲說台灣》糊靈厝的故事               | 趙少爺       |      |
| 2001年 | 三立台灣台       | 《台湾阿诚》                           | 李港生       |      |
| 2002年 | 三立台灣台       | 《戲說台灣》炮轟八家將                 | 許老爺       |      |
| 2002年 | 三立台灣台       | 《戲說台灣》祖師爺收煞                 | 周文山       |      |
| 2002年 | 三立台灣台       | 《戲說台灣》打鬼救夫                   | 林仔         |      |
| 2002年 | 三立台灣台       | 《戲說台灣》天子劍                     | 村長         |      |
| 2002年 | 三立台灣台       | 《戲說台灣》美女十八嫁                 | 水生         |      |
| 2002年 | 三立台灣台       | 《鳥來伯與十三姨》                     | 未婚夫       |      |
| 2002年 | 三立台灣台       | 《戲說台灣》美人照鏡                   | 林光明       |      |
| 2002年 | 三立台灣台       | 《桂花巷》                             | 蔡三槐       |      |
| 2003年 | 三立台灣台       | 《天地有情》                           | 施國欽       |      |
| 2003年 | 三立台灣台       | 《戲說台灣》田都元帥                   | 楊俊郎       |      |
| 2003年 | 三立台灣台       | 《戲說台灣》龍闕里傳奇                 | 蛇仙         |      |
| 2003年 | 三立台灣台       | 《戲說台灣》火燒艋舺                   | 張俊傑       |      |
| 2003年 | 三立台灣台       | 《戲說台灣》澎湖招郎庄                 | 勇獅         |      |
| 2004年 | 三立台灣台       | 《台灣龍捲風》                         | 周建康       |      |
| 2004年 | 三立台灣台       | 《戲說台灣》大龍峒棋王                 | 張良         |      |
| 2004年 | 三立台灣台       | 《戲說台灣》生龍口                     | 張阿俊       |      |
| 2004年 | 三立台灣台       | 《戲說台灣》七星斬桃花                 | 秋遠         |      |
| 2004年 | 三立台灣台       | 《戲說台灣》五馬拖車穴                 | 許半仙       |      |
| 2005年 | 三立台灣台       | 《戲說台灣》南鯤鯓囝仔公               | 阿弟         |      |
| 2005年 | 八大第一台       | 《第一劇場》小鬼與財神                 | 林阿標       |      |
| 2005年 | 八大第一台       | 《第一劇場》陰間新娘                   | 王春明       |      |
| 2005年 | 華視             | 《舊情綿綿》                           | 王先生       |      |
| 2001年 | 民視             | 《大輪迴》白髮新娘                     | 李文郎       |      |
| 2003年 | 民視             | 《藍色水玲瓏》鬼手怪譚                 | 高文貴       |      |
| 2003年 | 民視             | 《藍色水玲瓏》我的阿嫂我的某           | 蔡阿狗       |      |
| 2004年 | 民視             | 《藍色水玲瓏》惡靈情人                 | 李民雄       |      |
| 2005年 | 民視             | 《紅色女人花》變調伊甸園               | 郭文進       |      |
| 2006年 | 民視             | 《再生緣》                             | 得祿         |      |
| 2007年 | 民視             | 《藍色水玲瓏》借屍                     | 沈明雄       |      |
| 2007年 | 八大第一台       | 《第一劇場》鬼嬰                       | 李正文       |      |
| 2007年 | 台視             | 《神機妙算劉伯溫》第七單元：皇城龍虎鬥 | 周守善       |      |
| 2008年 | 民視             | 《濟公》                               | 張甘樂 廣亮  |      |
| 2008年 | 民視             | 《娘家》                               | 黃春生       |      |
| 2009年 | 大愛電視台       | 《蘭心飄芳》                           |              |      |
| 2010年 | 大愛電視台       | 《幸福的青鳥》                         | 曾慶生       |      |
| 2011年 | 民視             | 《父與子》                             | 丁老闆       | 客串 |
| 2012年 | 三立台灣台       | 《戲說台灣》大鼎失蹤記                 | 許阿舍       |      |
| 2012年 | 三立台灣台       | 《戲說台灣》驚世媳婦                   | 德映         |      |
| 2012年 | 三立台灣台       | 《戲說台灣》天官武財神                 | 廖金城       |      |
| 2012年 | 三立台灣台       | 《戲說台灣》玄壇元帥                   | 洪阿炮       |      |
| 2013年 | 民視             | 《風水世家》                           | 達哥         |      |
| 2013年 | 民視             | 《廉政英雄》第十九單元：永不低頭       | 藍勝         |      |
| 2014年 | 民視             | 《廉政英雄》第二十三單元：迎戰強權     | 劉坤和       |      |
| 2014年 | 民視             | 《龍飛鳳舞》                           | 張天寶       |      |
| 2014年 | 大愛電視台       | 《阿爸講的話》                         | 林福生       |      |
| 2016年 | 民視             | 《阿不拉的三個女人》                   | 阿財         |      |
| 2016年 | 民視             | 《新娘嫁到》                           | 陳桑         |      |
| 2016年 | 大愛電視台       | 《家有滿子》                           |              |      |
| 2017年 | 大愛電視台       | 《生命桃花源》                         | 蔡宗賢       |      |
| 2017年 | 民視             | 《幸福來了》                           | 李泰泉       |      |
| 2018年 | 大愛電視台       | 《黃金大天團》                         | 楊宗寶       |      |
| 2019年 | 中視             | 《鑑識英雄II 正義之戰》                | 馬隊長       |      |
| 2020年 | 民視             | 《無主之子》                           | 王立國       |      |
| 2020年 | 民視             | 《多情城市》                           | 蔡來富       |      |
| 2020年 | 大愛電視台       | 《迎風而立》                           | 老闆         | 客串 |
| 2021年 | 東森綜合台       | 《王牌辯護人》                         | 詹國煌       |      |
| 2021年 | 民視             | 《日蝕遊戲》                           | 彭冠彰       |      |
| 2021年 | 民視             | 《黃金歲月》                           | 李麥可       |      |
| 2021年 | 民視             | 《孟婆客棧》                           | 招財         |      |
| 2023年 | 公視台語台、華視 | 《欺妻49天》                           | 經理         | 客串 |

## 電影
- 2016年 《黑白 (電影)》 飾演 刑警組長
- 2019年 《陽光普照》 飾演 駕駛訓練班教練員

### 音樂錄影帶
- 1998年 黃乙玲〈感謝無情人〉

## 外部連結
- 鳳凰藝能－胡鴻達 （页面存档备份，存于）
- 胡鴻達的Facebook專頁